# Maurice Rousseau (gymnastique)
Pour les articles homonymes, voir Maurice Rousseau et Rousseau.
Maurice Rousseau est un gymnaste artistique français né le 28 septembre 1906 à La Machine et mort dans cette même ville le 22 août 1977.

## Biographie
Maurice Rousseau est médaillé d'argent du concours général par équipes aux Championnats du monde de gymnastique artistique 1930 et champion de France du concours général en 1935.
Aux Jeux olympiques d'été de 1936 à Berlin, il est huitième du concours général par équipes.

## Lien externe

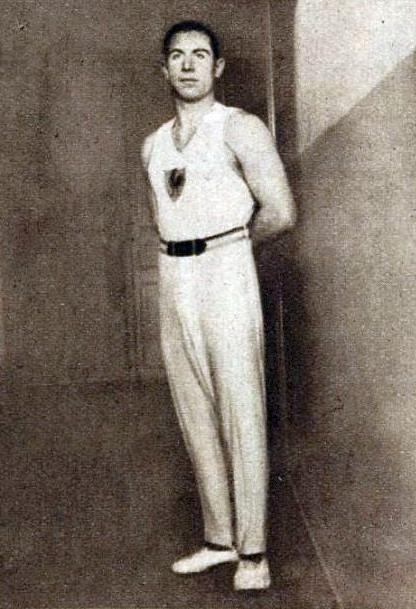
L'audonien Maurice Rousseau, en 1933.